# ハードボイルド
ハードボイルド（英語：hardboiled）は、文芸用語としては、暴力的・反道徳的な内容を、批判を加えず、客観的で簡潔な描写で記述する手法・文体をいう。今日ではミステリのサブジャンルとして扱われるのが一般的だが、サスペンスやスパイもの、ギャングもの、さらには一般小説にも主人公をハードボイルド風の文体で描く作品はある。
またハードボイルドは小説だけではなく、映画やテレビドラマでも表現された。映画ではアメリカン・フィルム・インスティチュートが選定した「アメリカ映画100年のヒーローと悪役ベスト100」でショーン・コネリー演じるジェームズ・ボンド（『007 ドクター・ノオ』）が3位、ハンフリー・ボガート演じるリック・ブレイン（『カサブランカ』）が4位、クリント・イーストウッド演じるハリー・キャラハン（『ダーティハリー』）が17位に入っている。

## 概要
「ハードボイルド」は元来、ゆで卵などが固くゆでられた状態を指す。転じて感傷や恐怖などの感情に流されない、冷酷非情、精神的・肉体的に強靭、妥協しないなどの人間の性格を表す。ミステリの分野では、従来あった思索型の探偵に対して、行動的でタフな性格の探偵を登場させ、そういった探偵役の行動を描くことを主眼とした作風を表す用語として定着した。また、主人公は私立探偵とするものが一般的だが、必ずしも主人公が私立探偵であることがハードボイルドの条件ではない。特に私立探偵という職業が一般的ではない日本では、小説家（河野典生『殺意という名の家畜』）や非番の日の刑事（矢作俊彦『リンゴォ・キッドの休日』）など、さまざまな職業が探偵役として提案されている。また行動的な探偵が主人公であるが、ハードボイルドとは対照的に非情さを前面に出さず、穏健で道徳的な作品は「ソフトボイルド（soft boiled）」と呼ばれる。マイクル・Z・リューインのアルバート・サムスン・シリーズやハワード・エンゲルのベニー・クーパーマン・シリーズなどがこれに当たる。
ハリウッドでは第二次世界大戦中から多くのハードボイルド・スタイルの映画が作られ、『カサブランカ』（1942年）はアカデミー作品賞を受賞した。こうした第二次世界大戦中にアメリカで制作されたハードボイルド・スタイルの映画についてフランスの映画批評家・脚本家のニーノ・フランクが「フィルム・ノワール（film noir）」と呼んだ ことから、映画においては「ハードボイルド」よりも「ノワール」という用語で語られることが多い。また「ノワール」はその後、文芸用語としても使われるようになったものの、本来、「ハードボイルド」と「ノワール」を明確に区切るラインがあるわけではない。フランス・ガリマール社のペーパーバック叢書「セリ・ノワール（série noire）」にはハードボイルド派と目される作家（たとえばダシール・ハメット）もノワール派と目される作家（たとえばウィリアム・アイリッシュ）も収められている。

## ハードボイルド小説の歴史
ミステリのハードボイルド派は、1920年代のアメリカで始まる。パルプ・マガジン『ブラック・マスク』誌（1920年創刊）に掲載されたタフで非情（ハードボイルド）な主人公たちの物語がその原型で、同誌にはキャロル・ジョン・デイリー、ダシール・ハメット、E・S・ガードナー、レイモンド・チャンドラーらが寄稿した。特にハメットは『血の収穫』（1929年）や『マルタの鷹』（1930年）などにおいて、簡潔な客観的行動描写で主人公の内面を表現し、ハードボイルド・スタイルを確立した。『大いなる眠り』（1939年）で長篇デビューしたチャンドラーは、ハメットのスタイルに会話や比喩の妙味を加え、独特の感傷的味わいを持つ『さらば愛しき女よ』（1940年）、『長いお別れ』（1953年）などのフィリップ・マーロウ・シリーズを発表した。なお、文芸用語としての「ハードボイルド」は『血の収穫』に対する書評において既に認められるものの、「ハードボイルド派」を意味するhardboiled schoolという語が用いられるようになったのは第二次世界大戦後で、その第1号はエラリー・クイーンだったとされる。またハワード・ヘイクラフトも『ミステリの美学』（1946年）において「ハードボイルド派」という語を用いているものの、同書に収められた「黎明期の問題（The Case of the Early Beginning）」でE・S・ガードナーは「行動派探偵小説（the ACTION type of mystery story）」という言い方をしており、彼自身も「行動派ミステリーの名手」と呼ばれることが多い。
ハードボイルド派という用語が確立するのと時を同じくして、その後継者と目される作家も現れるようになり、『動く標的』（1949年）で私立探偵リュウ・アーチャーを登場させたロス・マクドナルドは先駆者のスタイルを踏襲しつつ、登場人物の動機に関する洞察と心理学的な深みを追加した。一方、『裁くのは俺だ』（1947年）でデビューしたミッキー・スピレインは暴力とセックスを扇情的な文体で描き、本作で「暴力的ハードボイルド」の代名詞となったマイク・ハマー・シリーズはベストセラーとなった。
さらに1940年代終わりから1950年代にかけて、銃と軽口と女の扱いに長けた私立探偵が、おもにペーパーバック・オリジナル で大量に生み出された。『マーティニと殺人と』（1947年）でピーター・チェンバーズを登場させたヘンリイ・ケイン、『消された女』（1950年）でシェル・スコットを登場させたリチャード・S・プラザー、『のっぽのドロレス』（1953年）でエド・ヌーンを登場させたマイクル・アヴァロン、The Second Longest Night（1955年）でチェスター・ドラムを登場させたスティーヴン・マーロウなどが主な作家である。極め付きはオーストラリア作家のカーター・ブラウンで、1958年からアメリカのペーパーバックに登場し、健全なお色気とユーモアにあふれた作品を、毎月1冊というペースで発表した。また、G・G・フィックリングの『ハニー貸します』（1957年）で登場したハニー・ウェストはセクシーな女性私立探偵として人気を博し、テレビ・シリーズにもなった。なお、日本ではこれらの作品については往時から「通俗ハードボイルド」と呼び習わされており、最初に言い出したのは山下諭一であるとされる。またこれとほぼ同じ意味で「軽ハードボイルド」という呼び名が使われることもあるが、これは都筑道夫の命名であることがわかっている。
1960年代になるとアメリカ社会の問題は、個人の行動だけでは対処できなくなる。ロス・マクドナルドのリュー・アーチャーは事件を見つめるだけで行動しなくなり、次第に内省的になっていく。これを受けて1960年代末から1970年代にかけて、社会的問題を正面から扱うよりも、探偵の個人的問題を通して社会を描くような作品が多くなる。主な作家には、マイクル・コリンズ、ジョゼフ・ハンセン、ビル・プロンジーニ、マイクル・Z・リューイン、ロジャー・L・サイモン、ロバート・B・パーカー、ローレンス・ブロックなどがいる。なお、これらの作家の作品を「ネオ・ハードボイルド」と呼ぶことがあるが、これは小鷹信光の命名。実際にはハードボイルドの枠組みを超えた要素も多く、近年はあまり使われなくなっている。
また、1960年代後半からはじまったフェミニズム運動と女性の社会進出により、1980年代には女性作家が女性の私立探偵を主人公にした作品を書くようになる。まずマーシャ・マラーのシャロン・マコーンが『人形の夜』（1977年）で登場し、続いてサラ・パレツキーのV・I・ウォーショースキーが『サマータイム・ブルース』（1982年）で、スー・グラフトンのキンジー・ミルホーンが『アリバイのA』（1982年）で登場した。以後、リアリスティックな女性私立探偵小説は一大潮流となる。
1970年代以降の作品の多くは、文体も主人公たちの性格もハードボイルドではないため、私立探偵を探偵役にしたミステリは私立探偵小説（PIノベル、private eye novel）という名称で呼ぶのが一般的になった。
こうした私立探偵小説の流れとは別に、ハードボイルド文体で描かれた犯罪小説がある。ハメットと同時期の作家で、ハードボイルド文体の創始者として挙げられるのが『リトル・シーザー』（1929年、映画『犯罪王リコ』の原作）のW・R・バーネットと、『郵便配達は二度ベルを鳴らす』（1934年）のジェームズ・M・ケインである。『ブラック・マスク』誌の出身であるが独自の道を歩んだホレス・マッコイは、『彼らは廃馬を撃つ』（1935年）で大恐慌時代の明日なき青春を冷徹な筆致で描く。また『ミス・ブランデッシの蘭』（1939年）で登場したジェイムズ・ハドリー・チェイスは、イギリス人ではあるがアメリカ英語で作品を発表した。『殺人のためのバッジ』（1951年）など警察官を主人公としてアメリカの社会問題を描こうとしたウィリアム・P・マッギヴァーン、ハメット・スタイルで書かれた『やとわれた男』（1960年）でデビューしたドナルド・E・ウェストレイクもハードボイルド小説に新風をもたらした。これらの作品の手法・文体は映画の影響を受けた部分もあり、また多くの作品が映画化されることによる相互作用で、ハードボイルド・タッチは熟成していった。

## 日本のハードボイルド小説

### 現代小説
日本のハードボイルド史の起点を定めるのは容易ではない。山本周五郎が黒林騎士の変名で『新青年』1948年2月号に発表した「失恋第五番」、同3月号に発表した「失恋第六番」 はハードボイルドふうの文体で書かれており、大藪春彦が触発されたとの指摘もある。また大坪砂男は『宝石』1949年6月号に発表した「私刑」について「ハードボイルドの日本版として、東洋的なバックボーンにセンチメンタルな肉づけを試みたつもりなのである」と述べており、日下三蔵は「ジャンルに自覚的に書かれた国産ハードボイルドのもっとも早い作例といえるだろう」としている。同じ年、島田一男も『宝石』臨時増刊号（1949年7月）に発表した「拳銃と香水」を皮切りに行動的な新聞記者を探偵役に用いたブン屋物を次々に発表。軽快な文章を活かしたテンポのいい物語はハードボイルドを彷彿とさせる。さらに赤木圭一郎主演の「拳銃無頼帖」シリーズの原作者として知られる城戸禮が1950年頃から『青春タイムス』などのカストリ雑誌にアクション性の強い作品を発表しており、のちに「青樹ハードボイルド」（青樹社発行のハードボイルド・シリーズ）などで活躍する城戸のハードボイルド作家としての起点をこれらの作品に求めることができるのは間違いない。
これ以外にも江戸川乱歩の推輓でデビューした本格推理作家の鷲尾三郎が『探偵倶楽部』1954年4月号に「俺が法律だ」という題名からしてミッキー・スピレインを彷彿とさせる作品を発表しており、これらが日本ハードボイルド史の起点ないしは前史と位置づけることはできるものの、いずれも先駆的作品にとどまった。
明確にハードボイルドを意識して書かれ、今日的な眼で見てもハードボイルドと言い得る作品が書かれるようになるのは昭和30年代に入ってからである。その担い手となったのは、当時20歳前後の若者たちだった。1955年（昭和30年）、当時、東北大学文学部の学生だった高城高（本名・乳井洋一）は大学生である「私」（役名・高城）が米軍占領下の仙台で殺人事件を追う「X橋附近」（『宝石』1月増刊号）でデビュー。翌年には私立探偵・石原次郎を主人公とする「冷たい雨」（『宝石』1月増刊号）を発表した。デビュー作となった「X橋附近」については「国産ハードボイルドの嚆矢」（池上冬樹）との見方もある。また1958年には当時、早稲田大学教育学部の学生だった大藪春彦が「野獣死すべし」でデビュー（同人誌『青炎』、『宝石』7月号に掲載後、大日本雄弁会講談社より単行本化）。以降、タフで非情な主人公がアクションを繰り広げる作品を多数発表した。さらに1959年には河野典生が「ゴウイング・マイ・ウェイ」（『宝石』12月号）でデビュー。1963年には『殺意という名の家畜』で日本推理作家協会賞を受賞した。この3人には奇しくも生れが1935年で、かつデビュー作が掲載されたのが『宝石』という共通項があり、当時は「ハードボイルド三羽烏」と呼ばれたという。
それより前の世代では、1960年、島内透が書き下ろし長編小説『悪との契約』でデビュー。翌年にも同じく書き下ろし長編『白いめまい』を発表。「洗練されたセンス、ドライなタッチ、軽快なスピード」（同書カバー折り返しに記されたブラーブの一節）を特徴とする作風は「日本に初めて正統ハードボイルドが定着した感がある」（同カバー裏）と評された。また1959年のデビュー以来、様々なジャンルのミステリを手掛けていた結城昌治が『死者におくる花束はない』（1962年）からハードボイルドの分野に進出し、『暗い落日』（1965年）など私立探偵小説の傑作を発表する。さらに早川書房の編集者だった生島治郎も『傷痕の街』（1964年）で作家デビュー、『追いつめる』（1967年）で直木賞を受賞した。また1960年代前半からスパイ小説に新境地を拓いていた三好徹は、1968年から新聞記者を主人公にしたハードボイルド・スタイルの「天使」シリーズを書き始めた。仁木悦子も『冷えきった街』（1971年）などの三影潤シリーズで、優れたハードボイルド私立探偵小説を書く。
これらの作品には程度の差こそあれ、社会的主題を扱っているという共通点があった。そのため、当時、人気を博していた社会派ミステリとも通じるところがあり、当の社会派ミステリの中にもハードボイルド・タッチの作品があった。当初は純文学作家としてデビューした菊村到は江戸川乱歩の勧めもあって推理小説に移行し、1959年には失踪した男の行方を追う新聞記者が麻薬密売事件に巻き込まれてゆく『けものの眠り』を発表。社会派ミステリでありながら、ハードボイルド文体の犯罪小説ともなっており、翌年には鈴木清順監督により映画化もされた。また、まだ早川書房の編集者だった生島治郎（当時は小泉太郎）が日本探偵作家クラブ賞を受賞した『海の牙』（1960年）などで社会派ミステリ作家としての評価を獲得していた水上勉にハードボイルド小説の執筆を働きかけたこともあった。これは生島が手がける「日本ミステリ・シリーズ」の一作としての企画で、この際、水上が執筆を約束した小説（『鷹の鈴』）は多忙などの理由で生島の在職中には書かれることはなかったものの、後に構想を改めて新聞小説として書かれた。
こうした社会問題を描く手法としてハードボイルドを取り入れた作品とは別に、純粋にアメリカ流のハードボイルド・タッチを楽しもうとする気風も出てきた。その担い手となったのは1958年にアメリカ版MANHUNTの日本版として創刊された『マンハント』に蝟集した作家・翻訳家たちで、その成果物として挙げられるのが中田耕治の『危険な女』（1961年）、山下諭一の『危険な標的』（1964年）、都筑道夫の贋作カート・キャノン・シリーズ（1960年）などである。また人脈としては異なるものの、小泉喜美子が津田玲子名義で新聞連載した『殺人はお好き?』（1962年/連載）もこれに加えても良いかも知れない。さらに時期はずれるものの、『マンハント』でプロの文筆家としてデビューし、その後、翻訳者・解説者としてハードボイルドの普及に貢献した小鷹信光や片岡義男も独自のハードボイルド作品を創作している。
1970年代になると、ハードボイルドにこだわり続ける戦後生まれの作家が現れる。短篇「抱きしめたい」（1972年）で小説デビューした矢作俊彦と、短篇「感傷の街角」（1979年）で登場した大沢在昌である。この2人は都会的な作風で、日本国産ハードボイルドの時代を築いた。また2人とも漫画原作も行った。
1970年代末から1980年代にかけて冒険小説がブームとなり、その担い手となった作家には船戸与一、佐々木譲、志水辰夫、逢坂剛、藤田宜永など、ハードボイルドにも意欲を見せた者が少なくない。中でも中央大学在学中にデビューした北方謙三は、日本的ハードボイルドのひとつのスタイルを作り上げた。1988年には原尞が登場、沢崎探偵シリーズ第2作の『私が殺した少女』（1989年）で直木賞を受賞する。また1989年には稲見一良が『ダブルオー・バック』でデビュー。肝臓癌による余命宣告を受けての作家デビューであり、1994年に63歳で亡くなるまでに7冊のハードボイルド小説を世に送り出した。
1990年代には東直己、藤原伊織、香納諒一、真保裕一らハードボイルドの書き手が登場した。また、桐野夏生の『顔に降りかかる雨』（1993年）や柴田よしきの『RIKO 女神の永遠』（1995年）、「暗い越流」で第66回日本推理作家協会賞（短編部門）を受賞した若竹七海の葉村晶シリーズ、誉田哲也の『ストロベリーナイト』（2008年）松岡圭祐の『探偵の探偵』（2014年）など女性を主役にしたハードボイルド・タッチの作品も現れている。

### 時代小説
時代小説にも股旅物を中心にハードボイルド的な要素を持った小説は存在していたが、時代小説におけるハードボイルドは『大菩薩峠』の主人公机竜之助に始まるニヒリズムの系譜の影響が根強いという特徴がある。また、舞台背景が封建社会という制約もあり、地縁や血縁、義理人情、敵討ちなどの「日本的」ともいえる独自色が色濃く絡み合い、その枠の中での葛藤や闘いが描かれるパターンが多いことが、現代小説との比較では大きな相違点として挙げられる。伊達騒動に材を取った山本周五郎の『樅ノ木は残った』（1956年）もそうした特徴が顕著に表れた作品で、藩存続のためにあえて不忠不臣の汚名を甘受することを選ぶ主人公・原田甲斐の人物像は日本的ハードボイルドの典型と見ることができる。また『樅ノ木は残った』には海外小説の影響が認められるという指摘もあり、生島治郎は「おれは彼（山本周五郎）がチャンドラーを読んでたような気がする」という感想を語っている。
浪人・伊吹勘之助の用心棒稼業を描いた大藪春彦の『孤剣』（1964年）は著者唯一のハードボイルド時代劇である。
1970年代に入ると『影狩り』『御用牙』『子連れ狼』など、ハードボイルド・タッチの劇画が人気を博し、映画化もされた。さらに笹沢左保の『木枯し紋次郎』、池波正太郎の『仕掛人・藤枝梅安』の両シリーズはいずれもテレビドラマ化を機にブームを巻き起こすなど、ハードボイルド・タッチの時代劇は一大トレンドとなった。

## 代表的作家と作品

### アメリカ合衆国
- マイクル・アヴァロン：エド・ヌーン・シリーズ　『のっぽのドロレス』（1953年）以降、長篇33作／1970年代まで活躍
- アンドリュー・ヴァクス：バーク・シリーズ　『フラッド』（1985年）～
- ドン・ウィンズロウ：ニール・ケアリー・シリーズ　『ストリート・キッズ』（1991年）～
- ドナルド・E・ウェストレイク：『やとわれた男』（1960年）、『殺し合い』（1961年）
- ジョン・エヴァンズ（＝ハワード・ブラウン）：ポール・パイン・シリーズ　『血の栄光』（1946年）など長篇5作
- ローレン・D・エスルマン：エイモス・ウォーカー・シリーズ　『シュガータウン』（1984年）など、1980年～
- スタンリイ・エリン：『第八の地獄』（1958年）
- スチュアート・M・カミンスキー：トビー・ピーターズ・シリーズ（1930年代のハリウッドが舞台）　『ロビンフッドに鉛の玉を』（1977年）～
- エリック・ガルシア：恐竜探偵ヴィンセント・ルビオ・シリーズ　『さらば、愛しの鉤爪』（1999年）など
- カート・キャノン（＝エド・マクベイン）：カート・キャノン・シリーズ　短篇集『酔いどれ探偵街を行く』（1958年）など
- スー・グラフトン：キンジー・ミルホーン・シリーズ　『アリバイのA』（1982年）～
- ジェイムズ・クラムリー：ミロ・シリーズ　『酔いどれの誇り』（1975年）～／シュグルー・シリーズ　『さらば甘き口づけ』（1978年）～
- スティーヴン・グリーンリーフ：ジョン・タナー・シリーズ　『致命傷』（1979年）～
- ロバート・クレイス：エルヴィス・コール・シリーズ　『モンキーズ・レインコート』（1987年）～
- ジェームズ・M・ケイン：『郵便配達は二度ベルを鳴らす』（1934年）
- フランク・ケイン：ジョニー・リデル・シリーズ　『弾痕』（1951年）など1947年から1967年まで長篇29作
- ヘンリー・ケイン：ピーター・チェンバーズ・シリーズ　『マーティニと殺人と』（1947年）から1972年まで長篇27作
- ジョー・ゴアズ：ダニエル・カーニー探偵事務所シリーズ　『死の蒸発』（1972年）～
- ウィリアム・キャンベル・ゴールト：ジョー・ピューマ・シリーズ　『百万ドル・ガール』（1960年）など長篇8作／1950年代末から1960年代に活躍
- マイクル・コナリー：ハリー・ボッシュ・シリーズ　『ナイト・ホークス』（1992年）～
- マイクル・コリンズ：ダン・フォーチューン・シリーズ　『恐怖の掟』（1967年）から1992年まで長篇17作
- マックス・アラン・コリンズ：ネイト・ヘラー・シリーズ（1930年代のシカゴが舞台）　『シカゴ探偵物語』（1983年）～
- ロジャー・L・サイモン：モウゼズ・ワイン・シリーズ　『大いなる賭け』（1973年）～
- マーク・ショア：レッド・ダイアモンド・シリーズ（ハードボイルド・パロディ）　『俺はレッド・ダイアモンド』（1983年）ほか2作
- ミッキー・スピレイン：マイク・ハマー・シリーズ　『裁くのは俺だ』（1947年）など長篇13作
- レイモンド・チャンドラー：フィリップ・マーロウ・シリーズ　『大いなる眠り』（1939年）、『さらば愛しき女よ』（1940年）、『長いお別れ』（1953年）など長篇7作（未完除く）
- キャロル・ジョン・デイリー：レイス・ウィリアムズ・シリーズ　史上初のハードボイルド探偵／1923年～
- トマス・B・デューイ：シカゴのマック・シリーズ　『非情の街』（1955年）など1947年から1970年まで長篇17作／1950年代から1960年代の正統派ハードボイルド
- ロバート・B・パーカー：私立探偵スペンサー・シリーズ　『ゴッドウルフの行方』（1973年）～
- W・R・バーネット：『リトル・シーザー』（1929年）
- ダシール・ハメット：コンチネンタル・オプ・シリーズ　『血の収穫』（1929年）／サム・スペード・シリーズ　『マルタの鷹』（1930年）
- ブレット・ハリディ：マイケル・シェーン・シリーズ　『死の配当』（1939年）以降1950年代まで長篇29作、ほか短篇や代作多数
- サラ・パレツキー：V・I・ウォーショースキー・シリーズ　『サマータイム・ブルース』（1982年）～
- ジョゼフ・ハンセン：デイヴ・ブランドステッター・シリーズ　『闇に消える』（1970年）～
- G・G・フィックリング：ハニー・ウェスト・シリーズ　『ハニー貸します』（1957年）から1972年まで長篇11作
- A・A・フェア（＝E・S・ガードナー）：バーサ・クール&ドナルド・ラム・シリーズ　『屠所の羊』（1939年）から1970年まで長篇29作
- フレドリック・ブラウン：エド&アム・ハンター・シリーズ　『シカゴ・ブルース』（1947年）から1963年まで長篇7作
- リチャード・S・プラザー：シェル・スコット・シリーズ　『消された女』（1950年）以降、長篇30作以上／主に1950年代から1960年代に活躍
- ローレンス・ブロック：マット・スカダー・シリーズ　『過去からの弔鐘』（1976年）～
- ビル・プロンジーニ：名無しの探偵シリーズ　『誘拐』（1971年）～
- スティーヴン・マーロウ：チェスター・ドラム・シリーズ　1955年から1968年まで長篇20作
- ロス・マクドナルド：リュウ・アーチャー・シリーズ　『動く標的』（1949年）、『ウィチャリー家の女』（1961）、『さむけ』（1964年）など長篇19作
- ウィリアム・P・マッギヴァーン：『殺人のためのバッジ』（1951年）
- ホレス・マッコイ：『彼らは廃馬を撃つ』（1935年）
- マーシャ・マラー：シャロン・マコーン・シリーズ　『人形の夜』（1977年）～
- ウェイド・ミラー（＝ホイット・マスタースン）：マックス・サーズデイ・シリーズ　『罪ある傍観者』（1947年）から1951年まで長篇6作
- L・A・モース：『オールド・ディック』（1981年）
- ウォルター・モズリイ：イージー・ローリンズ・シリーズ（黒人私立探偵／近過去が舞台）　『ブルー・ドレスの女』（1990年）～
- アーサー・ライアンズ：ジェイコブ・アッシュ・シリーズ（ユダヤ人私立探偵）　『ハード・トレード』（1981年）など、1974～
- ジョン・ラッツ：アロー・ナジャー・シリーズ　『タフガイなんて柄じゃない』（1976年）～／フレッド・カーヴァー・シリーズ　『トロピカル・ヒート』（1986年）～
- ジョナサン・ラティマー：ビル・クレイン・シリーズ　『モルグの女』（1936年）など1930年代に長篇5作
- マイクル・Z・リューイン：アルバート・サムスン・シリーズ　『A型の女』（1971年）～
- デニス・ルヘイン：パトリック・ケンジー&アンジェラ・ジャナーノ・シリーズ　『スコッチに涙を託して』（1994年）～
- エド・レイシイ：トゥセント・モーア・シリーズ（黒人私立探偵）　『ゆがめられた昨日』（1957年）、他1作
- S・J・ローザン：リディア・チン&ビル・スミス・シリーズ　『チャイナタウン』（1994年）～

### イギリス・オーストラリア
- ジェイムズ・ハドリー・チェイス：『ミス・ブランデッシの蘭』（1939年）
- カーター・ブラウン：アル・ウィラー・シリーズ／ダニー・ボイド・シリーズ／メイヴィス・セドリッツ・シリーズ　作品多数

### 日本
先駆者（五十音順／1960年代以前のデビュー／ハードボイルド小説が専門でない作家も含む）
- 生島治郎：『追いつめる』（1967年／直木賞受賞）ほか志田司郎シリーズ／『男たちのブルース』（1970年）
- 大藪春彦：『野獣死すべし』（1958年）ほか 伊達邦彦シリーズ／『蘇える金狼』（1964年）など
- 片岡義男：翻訳／『ミス・リグビーの幸福』（1985年）のアーロン・マッケルウェイ・シリーズのほか多くの短篇
- 菊村到：『けものの眠り』（1959年）など
- 小泉喜美子：『殺人はお好き?』（1962年／連載）／その他短篇
- 高城高：短編集『微かなる弔鐘』（1959年）／長編『墓標なき墓場』（1962年）
- 河野典生：『殺意という名の家畜』（1963年／日本推理作家協会賞受賞）など×田晨一シリーズ／『探偵はいま鉄板の上』（1976年）など田沢太一シリーズ
- 小鷹信光：翻訳・解説／『探偵物語』（1979年）ほか工藤俊作シリーズ
- 島内透：『悪との契約』（1960年）、『白いめまい』（1961年）ほか北村樟一シリーズ
- 都筑道夫：贋作カート・キャノン『酔いどれ探偵』（1960年／発表）／西蓮寺剛シリーズ（短篇／1978年～）
- 中田耕治：『危険な女』（1961年）、『暁のデッドライン』（1964年）など川崎隆シリーズ
- 仁木悦子：『冷えきった街』（1971年）など三影潤シリーズ
- 三好徹：天使シリーズ（1968年～）
- 山下諭一：『危険な標的』（1964年）ほか曾根達也シリーズ／『俺だけの埋葬簿』（1965年）ほか殺し屋シリーズ
- 結城昌治：『死者におくる花束はない』（1962年）ほか佐久シリーズ／『暗い落日』（1965年）ほか真木シリーズ／紺野弁護士シリーズ

後継者（五十音順／1970年代以降のデビュー／戦後生まれ）
- 東直己：『探偵はバーにいる』（1992年）ほか ススキノ探偵シリーズ
- 打海文三：『時には懺悔を』（1994年）
- 逢坂剛：短篇集『クリヴィツキー症候群』（1987年）、『十字路に立つ女』（1989年）ほか岡坂神策シリーズ
- 大沢在昌：『感傷の街角』（1982年）、『雪蛍』（1996年）など佐久間公シリーズ／『新宿鮫』（1990年）、『無間人形』（1993年／直木賞受賞）ほか新宿鮫シリーズ／『アルバイト探偵（アイ）』（1986年）ほか冴木シリーズ
- 香納諒一：『幻の女』（1998年／日本推理作家協会賞受賞）
- 北方謙三：『檻』（1983年）／「ブラディ・ドール」シリーズ
- 桐野夏生：『顔に降りかかる雨』（1993年／江戸川乱歩賞受賞）ほか村野ミロ・シリーズ
- 桑原譲太郎:『アウトローは静かに騒ぐ』（1988年）『我が標的は日本』（2002年）ほか多数
- 志水辰夫：『飢えて狼』（1981年）
- 真保裕一：『ボーダーライン』（1999年）
- 関川夏央：『「名探偵」に名前はいらない』（1981年）／ほか漫画原作多数
- 夏文彦：『さらば愛しき娘よ』（1984年）、『ロング・グッドバイ』[注 9]（1993年）／『友よ来りて我を葬え』（1989年）
- 楢山芙二夫：『冬は罠をしかける』（1981年）ほか日系米人探偵エドワード・タキ・シリーズ
- 鳴海章:『狼の血』ほか
- 楡周平：朝倉恭介シリーズ／川瀬雅彦シリーズ
- 原尞：『そして夜は甦る』（1988年）、『私が殺した少女』（1989年／直木賞受賞）ほか沢崎シリーズ
- 樋口有介：『彼女はたぶん魔法を使う』（1990年）ほか柚木草平シリーズ
- 藤田宜永：『ボディ・ピアスの少女』（1992年）ほか竹花シリーズ
- 藤原伊織：『テロリストのパラソル』（1995年／江戸川乱歩賞、直木賞受賞）
- 矢作俊彦：『リンゴォ・キッドの休日』（1978年）、『The Wrong Goodbye　ロング・グッドバイ』（2004年）ほか二村永爾シリーズ

ハードボイルド小説の執筆経験がある作家（五十音順）
- 芦原すなお：短編集『雪のマズルカ』の笹野里子シリーズ
- 安部公房：『燃えつきた地図』（1967年）
- 五木寛之：『狼のブルース』（1970年）
- 新堂冬樹：『黒い太陽』（2006年）
- 二階堂黎人：『私が捜した少年』（1996年）ほかボクちゃん探偵・渋柿信介シリーズ
- 花村萬月：『眠り猫』（1990年）『なで肩の狐』（1991年）
- 福井晴敏：『6ステイン』（2004年） - スパイ・ハードボイルド
- 藤原審爾：『悪魔からの勲章』（1967年） - 私立探偵・阿久根を主人公とする軽ハードボイルド[注 10]
- 松岡圭祐：『探偵の探偵』（2014年）
- 村上春樹：『世界の終りとハードボイルド・ワンダーランド』（1985年）

## 映像作品

### 洋画
- ハイ・シェラ -　High Sierra（1941年） 出演 - ハンフリー・ボガート、アイダ・ルピノ
- マルタの鷹 - The Maltese Falcon（1941年） 出演 - ハンフリー・ボガート、メアリー・アスター
- カサブランカ - Casablanca（1942年） 出演 - ハンフリー・ボガート、イングリッド・バーグマン
- 三つ数えろ - The Big Sleep（1946年） 監督 - ハワード・ホークス　出演 - ハンフリー・ボガート、ローレン・バコール
- キッスで殺せ! - Kiss Me Deadly（1955年） 監督 - ロバート・アルドリッチ　出演 - ラルフ・ミーカー、アルバート・デッカー
- 荒野の用心棒 - A Fistful of Dollars（1964年） 監督 - セルジオ・レオーネ　出演 - クリント・イーストウッド、マリアンネ・コッホ、ジャン・マリア・ヴォロンテ
- 動く標的 - Harper（1966年） 監督 - ジャック・スマイト　出演 - ポール・ニューマン、 パメラ・ティフィン
- 殺しのテクニック - Technica Di Un Omicidio（1966年） 出演 - ロバート・ウェッバー、フランコ・ネロ
- ギャング Le Deuxième Souffle （1966年） - 監督・脚本ジャン＝ピエール・メルヴィル
- サムライ - Le Samouraï（1967年） 監督 - ジャン＝ピエール・メルヴィル　出演 - アラン・ドロン、ナタリー・ドロン、フランソワ・ペリエ
- さらば友よ（1973年） 出演 - アラン・ドロン、チャールズ・ブロンソン
- ブリット - Bullitt（1968年） 監督 - ピーター・イェーツ　出演 - スティーブ・マックイーン、ロバート・ボーン
- シシリアン（1969年） 監督 - アンリ・ヴェルヌイユ　出演 - ジャン・ギャバン、アラン・ドロン、リノ・バンチュラ
- ワイルドバンチ（1969年） 監督 - サム・ペキンパー　出演 - ウィリアム・ホールデン[16]
- かわいい女 - Marlowe（1969年） 監督 - ポール・ボガート　出演 - ジェームズ・ガーナー、ゲイル・ハニカット、ブルース・リー
- 狼の挽歌（1970年）[17] - 監督 - セルジオ・ソリーマ、出演 - チャールズ・ブロンソン
- 仁義 Le Cercle rouge （1970年） - 監督・脚本 監督 - ジャン＝ピエール・メルヴィル　出演 - アラン・ドロン
- ボルサリーノ（1970年） - 監督・ジャック・ドレー・出演 - アラン・ドロン
- レッド・サン（1971年）　監督 - テレンス・スタンプ　出演 - アラン・ドロン、チャールズ・ブロンソン
- ダーティハリー - Dirty Harry（1971年） 監督 - ドン・シーゲル　出演 - クリント・イーストウッド、アンディ・ロビンソン
- フレンチ・コネクション - The French Connection（1971年） 監督 - ウィリアム・フリードキン　出演 - ジーン・ハックマン、ロイ・シャイダー
- ゴッドファーザー（1972年） - 監督・フランシスFコッポラ、出演 - マーロン・ブランド
- バラキ（1972年） - 監督・テレンス・ヤング・出演 - チャールズ・ブロンソン
- ゲッタウェイ（1972年） 監督 - サム・ペキンパー　脚本・ウォルター・ヒル　出演 - スティーヴ・マックイーン
- 暗黒街のふたり（1973年） 監督 - ジョゼ・ジョヴァンニ   出演 - ジャン・ギャバン、アラン・ドロン
- コーザ・ノストラ（1973年） 監督 - フランチェスコ・ロージ   出演 - ジャン・マリア・ヴォロンテ
- ロング・グッドバイ - The Long Goodbye（1973年） 監督 - ロバート・アルトマン　出演 - エリオット・グールド、ニーナ・ヴァン・パラント
- 狼よさらば（1974年） - 監督 - マイケル・ウイナー、出演 - チャールズ・ブロンソン
- ガルシアの首（1974年） 監督 - サム・ペキンパー　出演 - ウォーレン・オーツ
- チャイナタウン - Chinatown（1974年） 監督 - ロマン・ポランスキー     主演 - ジャック・ニコルソン
- ル・ジタン （1975年） - 監督・ジョゼ・ジョヴァンニ、出演 - アラン・ドロン
- 新・動く標的 - The Drowning Pool（1975年） 監督 - スチュアート・ローゼンバーグ　出演 - ポール・ニューマン、ジョアン・ウッドワード
- さらば愛しき女よ - Farewell, My Lovely（1975年） 監督 - ディック・リチャーズ  出演 - ロバート・ミッチャム、シャーロット・ランプリング
- ザ・ドライバー（1978年） 監督 - ウォルター・ヒル　出演 - ライアン・オニール
- ニューヨーク1997 - Escape from New York（1981年） 監督 - ジョン・カーペンター　出演 - カート・ラッセル、リー・ヴァン・クリーフ、アーネスト・ボーグナイン
- 48時間（1982年） 監督 - ウォルター・ヒル　出演 - ニック・ノルティ
- ブレードランナー - Blade Runner（1982年） 監督 - リドリー・スコット　出演 - ハリソン・フォード、ルトガー・ハウアー
- シャーキーズ・マシーン - Sharky's Machine（1982年） 出演 - バート・レイノルズ、ヘンリー・シルヴァ
- ストリート・オブ・ファイヤー（1984年） 監督 - ウォルター・ヒル　出演 - マイケル・パレ、ダイアン・レイン
- パリ警視J - Le Marginal（1984年） 出演 - ジャン＝ポール・ベルモンド、ヘンリー・シルヴァ
- ヒート - Heat（1995年） 監督 - マイケル・マン　出演 - ロバート・デニーロ、アル・パチーノ
- ゴースト・ドッグ - Ghost Dog: The Way of the Samurai（1999年） 出演 - フォレスト・ウィテカー、ヘンリー・シルヴァ

### 海外ドラマ
- スパイ大作戦(1966-73)　出演 - スティーヴ・ヒル　音楽 - ラロ・シフリン
- 鬼警部アイアンサイド(1967-75)　出演 - レイモンド・バー　音楽 - クインシー・ジョーンズ
- スパイのライセンス(1968-70)　出演 - ロバート・ワグナー　音楽 - デイヴ・グルーシンほか

### 邦画・テレビドラマ
- 私刑（1949年） 原作 - 大坪砂男　監督 - 中川信夫　出演 - 嵐寛寿郎
- 俺の拳銃は素早い[注 11]（1954年） 監督 - 野口博志　脚本 - 高岩肇　出演 - 河津清三郎
- 野獣死すべし（1959年） 原作 - 大藪春彦　監督 - 須川栄三　出演 - 仲代達矢
- 用心棒（1961年） 監督 - 黒澤明　脚本 - 菊島隆三、黒澤明　出演 - 三船敏郎
- 野獣の青春（1963年） 原作 - 大藪春彦　監督 - 鈴木清順　出演 - 宍戸錠
- 東京警備指令 ザ・ガードマン（1965年-1971年）テレビドラマ・出演 - 宇津井健
- 拳銃は俺のパスポート（1967年） 原作 - 藤原審爾　監督 - 野村孝　脚本 - 山田信夫、永原秀一　出演 - 宍戸錠
- ある殺し屋（1967年） 原作 - 藤原審爾　監督 - 森一生　脚本 - 増村保造、石松愛弘　出演 - 市川雷蔵
- 殺しの烙印（1967年） 監督 - 鈴木清順　出演 - 宍戸錠
- 荒野のダッチワイフ（1967年） 監督・脚本 - 大和屋竺　出演 - 港雄一
- 狙撃[注 12]（1968年） 監督 - 堀川弘通　脚本 - 永原秀一　出演 - 加山雄三
- キイハンター（1968-74年）テレビドラマ・出演 - 丹波哲郎
- 御用金（1969年） 監督・脚本 - 五社英雄　脚本 - 田坂啓　出演 - 仲代達矢
- 白昼の襲撃（1970年） 監督 - 西村潔　脚本 - 白坂依志夫　出演 - 黒沢年男
- 追いつめる（1972年） 原作 - 生島治郎　監督 - 舛田利雄　脚本 - 野上龍雄　出演 - 田宮二郎
- 非情のライセンス／テレビドラマ（1973年） 原作 - 生島治郎　監督 - 永野靖忠（第1話）　脚本 - 橋本忍（第1話）　出演 - 天知茂
- 野獣死すべし 復讐のメカニック（1974年） 原作 - 大藪春彦　監督 - 須川栄三　出演 - 藤岡弘
- 白い牙／テレビドラマ（1974年） 出演 - 藤岡弘
- Gメン'75／テレビドラマ（1975年） 出演 - 丹波哲郎
- 裏切りの明日／テレビドラマ（1975年） 原作 - 結城昌治　脚本 - 早坂暁　出演 - 原田芳雄
- 最も危険な遊戯（1978年） 監督 - 村川透　脚本 - 永原秀一　出演 - 松田優作
- 殺人遊戯（1978年） 監督 - 村川透　脚本 - 播磨幸治、佐治乾　出演 - 松田優作
- 俺達に墓はない（1979年） 監督 - 澤田幸弘　脚本 - 田中陽造　出演 - 松田優作
- 蘇える金狼（1979年） 原作 - 大藪春彦　監督 - 村川透　脚本 - 永原秀一　出演 - 松田優作
- 処刑遊戯（1979年） 監督 - 村川透　脚本 - 丸山昇一　出演 - 松田優作
- 探偵物語／テレビドラマ（1979年） 原案 - 小鷹信光　監督 - 村川透（第1話）　脚本 - 丸山昇一（第1話）　出演 - 松田優作
- 野獣死すべし（1980年）原作 - 大藪春彦　監督 - 村川透　脚本 - 丸山昇一　出演 - 松田優作
- 友よ、静かに瞑れ（1985年） 原作 - 北方謙三　監督 - 崔洋一　脚本 - 丸山昇一　出演 - 藤竜也
- 裏切りの明日（1990年） 原作 - 結城昌治　監督 - 工藤栄一　出演 - 萩原健一
- 事件屋稼業（1992年） 原作 - 関川夏央、谷口ジロー　監督 - 福岡芳穂　脚本 - 橋本裕志　出演 - 菅田俊
- ありふれた愛に関する調査（1992年） 原作 - 関川夏央　監督 - 榎戸耕史　脚本 - 荒井晴彦　出演 - 奥田瑛二
- 眠らない街〜新宿鮫〜（1993年） 原作 - 大沢在昌　監督 - 滝田洋二郎　脚本 - 荒井晴彦　出演 - 真田広之
- ヌードの夜（1993年） 監督・脚本 - 石井隆　出演 - 竹中直人
- 女にも七人の敵／テレビドラマ（1996年） 原作 - サラ・パレツキー　演出 - 渡邊孝好　脚本 - 丸山昇一　出演 - 松坂慶子
- 鉄と鉛（1997年） 監督・脚本 - きうちかずひろ　出演 - 渡瀬恒彦
- 匿名探偵／テレビドラマ（2012年） 脚本 - 高山直也 他　出演 - 高橋克典
- MOZU／テレビドラマ（2014年） 原作 - 逢坂剛　脚本 - 仁志光佑　出演 - 西島秀俊
- ロング・グッドバイ／テレビドラマ（2014年） 原作 - レイモンド・チャンドラー　演出 - 堀切園健太郎　脚本 - 渡辺あや　出演 - 浅野忠信
- 一度も撃ってません（2020年） 監督 - 阪本順治　脚本 - 丸山昇一　出演 - 石橋蓮司

### 漫画・アニメ
- ルパン三世（1967年-） 原作 - モンキー・パンチ
- ゴルゴ13（1968年-） 原作 - さいとう・たかを
- コブラ（1978年-） 原作 - 寺沢武一
- 装甲騎兵ボトムズ（1983年-） 原作 - 高橋良輔
- シティーハンター （1985年-） 原作 - 北条司
- カウボーイビバップ（1998年-） 原作 - 矢立肇
- BLACK LAGOON（2001年-） 原作 - 広江礼威
- DARKER THAN BLACK（2007年-） 原作 - BONES、岡村天斎

#### 劇画作品
- 夜の復讐者 弔いは誰のために（1968年） 原作 - 大藪春彦　作画 - 佐藤まさあき
- ふり返らずに走れ!（1969年） 原作 - 生島治郎　作画 - 横山まさみち
- 戦いの肖像（1970年） 原作 - 大藪春彦　作画 - ビッグ錠
- 凶銃ワルサーP38（1971年） 原作 - 大藪春彦　作画 - 佐藤まさあき
- 風狂えれじい（1971年）[注 13] かわぐちかいじ
- 死風街（1972年）[注 14] かわぐちかいじ
- 凶悪の門（1973年） 原作 - 生島治郎　作画 - 北野英明
- 銀狼に孤独をみた（1975年 - 1976年）[注 15] 原作 - 笹沢佐保　脚本 - 久保田千太郎　作画 - かわぐちかいじ
- 特殊工作員 嵯峨幸夫事件簿（1978年） 原作 - 大藪春彦　作画 - 下條よしあき
- 蘇る金狼（1979年） 原作 - 大藪春彦　作画 - 佐藤まさあき
- ハード・オン（1981年） 原作 - 矢作俊彦　作画 - 平野仁
- 復讐の弾道（1983年） 原作 - 大藪春彦　作画 - 影丸譲也
- 海景酒店 -Hotel harbour‐view-（1986年） 原作 - 関川夏央　作画 - 谷口ジロー
- サムライ・ノングラータ（1991年） 原作 - 矢作俊彦　作画 - 谷口ジロー
- ジーザス（1992年） 原作 - 七月鏡一　作画 - 藤原芳秀
- 黄龍の耳（1992年 - 1996年） 原作 - 大沢在昌　脚本 - M・A・T、東板前二　作画 - 井上紀良
- 無防備都市（1993年） 脚本 - 山口宏　作画 - 柴田文明
- 新宿鮫 毒猿（1997年） 原作 - 大沢在昌　作画 - うちやましゅうぞう
- らんぼう（2000年） 原作 - 大沢在昌　作画 - 北代聡
- 闇のイージス（2000年） 原作 - 七月鏡一　作画 - 藤原芳秀
- JESUS 砂塵航路（2009年） 原作 - 七月鏡一　作画 - 藤原芳秀
- 悪夢狩り（2010年 - 2011年） 原作 - 大沢在昌　作画 - 藤崎聖人
- 第46代 棗希朗衛門（2012年） 原作 - 大沢在昌　脚本 - 鍋島雅治　作画 - 井上紀良